# Krivo gibanje
Krívo gíbanje je takšno gibanje telesa, pri katerem opiše tir telesa krivuljo v prostoru. Zgledi za krivo gibanje so denimo kroženje, poševni met, nihanje ali precesija. Krivo gibanje je vedno pospešeno, saj je za spremembo smeri gibanja potreben pospešek v smeri, prečno na smer gibanja.
Za določitev trenutne lege telesa v prostoru potrebujemo tri podatke; v kartezičnem koordinatnem sistemu so to koordinate x, y in z. Vse tri koordinate točke v prostoru lahko zberemo v krajevni vektor r. Njegove komponente v kartezičnem koordinatnem sistemu so projekcije na koordinatne osi. Krivo gibanje telesa v prostoru lahko opišemo bodisi tako, da opišemo, kako se vsaka od koordinat spreminja s časom,
{\displaystyle x=x(t),\quad y=y(t),\quad z=z(t)\;,}
bodisi s spreminjanjem krajevnega vektorja s časom:
r = r(t)
Gibanje teles opisuje veja mehanike, imenovana kinematika. Kinematika ne upošteva sil.